# Contea di Tianzhu
La contea di Tianzhu (天柱县S, Tiānzhù XiànP) è una contea della Cina, situata nella provincia del Guizhou e amministrata dalla prefettura autonoma miao e dong di Qiandongnan.